# Adrián Cortés
Adrián Cortés Valdovino (Ciudad de México, México, 19 de noviembre de 1983) es un exfutbolista profesional mexicano. Su posición era defensa.

## Trayectoria

### Cruz Azul
Inició jugando para las reservas del Club América, donde tuvo excelentes actuaciones de ahí fue visoriado por un agente del Cruz Azul, donde lo llevaron a las categorías inferiores, donde destacó sus actuaciones.
Para el Clausura 2003, fue mandado al primer equipo hizo su debut el 6 de abril de 2003 en un juego ante el Deportivo Toluca

### Coronel Bolognesi
El primer equipo extranjero, donde jugó fue el Coronel Bolognesi de Perú, equipo con el que disputó la Copa Libertadores 2008. Fue uno de los tres mexicanos que jugaron en ese equipo, junto a Miguel Ostersen y Erick Marín. Fue uno de los jugadores más regulares en el poco tiempo que jugó en el club tacneño.

### Tecos de la UAG
Para el Apertura 2008, paso a los Tecos de la UAG, con un contrato de 3 años, sin embargo por un mal torneo, fue puesto transferible al finalizar el Clausura 2009.

### Cruz Azul (Segunda Etapa)
Para el Apertura 2009, regresó al club que lo vio nacer Cruz Azul, con un contrato de 5 años a compra definitiva.

### Club Deportivo Guadalajara
Para el Clausura 2013, paso al Club Deportivo Guadalajara a en compra definitiva, convirtiéndose en el segundo refuerzo.

### Tiburones Rojos de Veracruz
El 2 de junio de 2013, tras su fracaso en Chivas paso a los Tiburones Rojos de Veracruz, préstamo por 2 años, al finalizar el Clausura 2014 Veracruz hace válida la compra a Chivas, por sus derechos federativos.

### Club Puebla
Al no entrar en los planes de Veracruz, fue mandado a préstamo al Club Puebla por 6 meses siendo el tercer refuerzo de cara al Apertura 2015.

### Cafetaleros de Tapachula
Sin minutos de Juego, fue mandado para el Clausura 2016, a los Cafetaleros de Tapachula en calidad de Préstamo por 6 meses.

### Club Puebla (Segunda Etapa)
Al ser un hombre importante en cafetaleros, regresó al Puebla de cara al Apertura 2016, donde ya empiezan negociaciones con Veracruz, para la compra de su carta.
Resumen
Fue un jugador muy bueno.
Con un cobro de tiros impactantes.

## Clubes
| Club                        | País   | Año       |
| --------------------------- | ------ | --------- |
| Cruz Azul                   | México | 2003-2013 |
| Coronel Bolognesi           | Perú   | 2008      |
| Tecos de la UAG             | México | 2008-2009 |
| Club Deportivo Guadalajara  | México | 2013      |
| Tiburones Rojos de Veracruz | México | 2013-2015 |
| Club Puebla                 | México | 2015-2017 |
| Cafetaleros de Chiapas      | México | 2016      |